# Arroyo del Ojanco (kommunhuvudort)
Arroyo del Ojanco är en kommunhuvudort i Spanien.   Den ligger i provinsen Provincia de Jaén och regionen Andalusien, i den centrala delen av landet, 240 km söder om huvudstaden Madrid. Arroyo del Ojanco ligger 541 meter över havet och antalet invånare är 2 656.
Terrängen runt Arroyo del Ojanco är huvudsakligen kuperad, men norrut är den platt. Runt Arroyo del Ojanco är det ganska glesbefolkat, med 25 invånare per kvadratkilometer. Närmaste större samhälle är Campiña, 13,5 km sydväst om Arroyo del Ojanco. Omgivningarna runt Arroyo del Ojanco är i huvudsak ett öppet busklandskap.